# アナザーエデン 時空を超える猫
『アナザーエデン 時空を超える猫』（アナザーエデン じくうをこえるねこ、Another Eden: The Cat Beyond Time and Space）は、WFSが開発し、GREEより配信されているスマートフォン向けゲームアプリ。2017年4月12日サービス開始。基本プレイ無料（アイテム課金制）。略称は「アナデン」。
北米では2019年1月29日より日本語に加えて英語・韓国語・中国語（繁体字）に対応したグローバル版の『Another Eden: The Cat Beyond Time and Space』もリリース開始され、2021年3月31日にSteam（Microsoft Windows 10/11）版も配信された（日本国内ではSteam版は未配信）。
日本国内では2021年12月6日に公式サイト経由でWindows版がリリースされ、スマートフォン版のデータを相互に引き継ぐことが可能。

## 概要
「スマホで冒険をしているRPGを作る」「ソーシャルゲームをやめてみた」をコンセプトに、ホーム画面、スタミナ、フレンド、マルチプレイ等のソーシャル要素を排除し、シングルプレイに特化させ、RPGの楽しみを徹底的に追求した、家庭用ゲームさながらの冒険を楽しめる作品となっている。2015年9月17日の東京ゲームショウ2015にて発表された。
主人公のアルドが「古代」「現代」「未来」の3つの時代を巡り冒険をする。
キャッチフレーズは「殺された未来を、救けに行こう」。
開発スタッフにはメインシナリオに加藤正人、オープニングテーマを含む全7曲をプロキオン・スタジオ所属の光田康典（2名の代表作：『クロノ・トリガー』『クロノ・クロス』）を起用している。第1部、第1.5部の楽曲はプロキオン・スタジオ所属の土屋俊輔とマリアム・アボンナサーの2名が担当した。なお、プロキオン・スタジオはメインストーリー第2部以降の楽曲提供を行っておらず、第2部以降はWFSサウンドチームを中心に楽曲制作が行われており、その多くを林茂樹が担当している。

## 世界設定
主人公アルドが暮らす大陸をミグレイナ大陸という。また、その東方に位置する大陸をガルレア大陸、西方に位置する大陸をゼルベリヤ大陸という。本作は3つの時代を行き来をし、現代はAD300年、未来はAD1,100年、古代はBC20,000年である。
大陸
ミグレイナ大陸
現代
ミグランス王朝によって統治されている。プリズマと呼ばれる自然エネルギーが結晶化したものを使用して生活を行っている。
未来
汚染された大地から逃れるため、人々は天空に浮かぶ曙光都市エルジオンを中心とした、浮遊した島へ移り住んでいる。未来ではプリズマの力を増幅させたゼノ・プリズマが生活のエネルギー源となっている。
古代
パルシファル王朝によって統治されている。自然を支配する四大精霊が人々に恵みをもたらしている。
ガルレア大陸
現代
二つの大国、巳の国と辰の国が統治している。大陸全体に和風の景観が多くある。
未来
ミグレイナ大陸同様、汚染された大地から逃れるため、人々は天空城郭イージアへ移り住んでいる。対して魔獣は大地と共に生きる種族とされており、汚染されたとしても大地から離れるわけにはいかず、汚染されていない地を転々としていた。現在は汚染が進まない土地を見つけ、そこで再生集落アンガルを築いている。
古代
女王ヒミカに率いられた山の民の国ガダロや、巻きワラと人が仲良く暮らす海辺の国ザミがある。人々は自然豊かな暮らしをしている。
ゼルベリヤ大陸
古代
この地には次のような言い伝えがある。『かつて不毛の地であった大地に剣と翼の神々が舞い降りた。神の剣は恵みをもたらし、人々は尽きることなき感謝をささげた。しかし突如として、神々は何処とも知れぬ「内なる大海」へと消えていった…。』この影響で神の恵みを受けていた土地は再び不毛の地となり、恵みは減り続ける一方となっている。現在、人々は神を心の支えに耐え忍びながら生活している。ここからゼルベリヤ大陸全体に剣持つ救世主を信仰する宗教が広まった。
次元の狭間
幻象界
メインストーリーで、アルド達が次元の裂け目に飲み込まれた際にたどり着いた次元の狭間の領域。現代、古代、未来すべての時代を、この場所を通じて行くことができるようになる。時の忘れ物亭という酒場があり、アルド達と同じように次元の裂け目に落ち込んで時の迷子となった者が集っている。
冥峡界
幻象界の次元の狭間とは別の、もう一つの次元の狭間に存在する闇に閉ざされた領域。幻象界の裏側にあるとも言われている。
時層
無数の平行世界が存在するという考え方である。アナザーダンジョンも別の時層へ赴いているという設定となっている。

## クエスト
メインストーリー
加藤正人がシナリオを手がける本作の根幹となるストーリーである。メインストーリーは以下のような部で構成されている。
- 第1部『アナザーエデン 時空を超える猫』
- 第1.5部『オーガ戦役編「宿星の王と聖なる剣の挽歌」』前編
- 第1.5部『オーガ戦役編「宿星の王と聖なる剣の挽歌」』後編
- 第2部『東方異象編「時の女神の帰還」』 前編
- 第2部『東方異象編「時の女神の帰還」』 中編
- 第2部『東方異象編「時の女神の帰還」』 後編「転」
- 第2部『東方異象編「時の女神の帰還」』 後編「結」
- 第3部『虚時層輪象編「時間帝国の逆襲」』前編
- 第3部『虚時層輪象編「時間帝国の逆襲」』中編

サブクエスト
NPCや世界設定の掘り下げとなるサブシナリオである。クリアするとクロノスの石や、素材・経験値アイテムなどが報酬として獲得できる。
キャラクタークエスト
☆4以上のレアリティーを持つキャラクターにはキャラクタークエストが用意されている（一部ストーリー加入キャラを除く）。1キャラクターにつき主に3話構成のキャラクター設定を掘り下げるシナリオが用意されている。
外伝
メインストーリーとは異なるシナリオコンテンツである。
外典
外伝に近しいコンテンツ。大きく異なる点は、長期間にわたってストーリーが公開されていく連載型の長編であること。
外史
外伝、外典とは異なる新たなコンテンツ。外史では様々な時代・大陸が舞台となり、一話完結型でストーリーが展開する。
断章
特定のキャラクターに焦点を当てた追加ストーリーコンテンツである。
群像
「今までのストーリー上で語られていないところに焦点を当て、外伝やメインストーリーの合間に更新できる短編コンテンツを提供したい」という考えの元で編み出されたコンテンツ。
邂逅・開眼・☆5クラス開放・アナザースタイル開放
邂逅は高難易度コンテンツの１つであり、攻略難度が非常に高い難関コンテンツである。
協奏
他作品とのコラボレーションコンテンツのこと。無期限(一部5年の期限付き)で開催されているため、開始条件を満たせば好きな時にプレイすることが可能。また、コラボキャラクターのガチャは存在せず、コラボイベントをプレイまたはクリアーするだけで加入するのも特徴。

## 登場人物
ここでは、ストーリーに関わるプレイヤーキャラクターを紹介する。
メインキャラクター
アルド
声 - 内山昂輝
本作の主人公。緑の村・バルオキーの若者。16年前に、月影の森で赤ん坊の女の子と共に見つけられる。フィーネとともに、バルオキーの村長の養子となった。ちょっと不器用だが、正義感と責任感が強く、優しい性格の持ち主でもある。難しいことを考えるのは苦手。村人との仲もよく、最近は村の警備隊に入り、新入りとして村の見回りを行っていたりする。だれも鞘から引きぬくことのできない、巨大な謎の剣を腰に吊るしている。
フィーネ
声 - 茅野愛衣
16年前赤ん坊のときに月影の森で拾われたアルドの妹。ある強大な力を持つため、魔獣王にさらわれてしまう。警護団に所属しているアルドは寝起きが悪いため、彼を叩きおこし、弁当として手作りのサンドイッチを作るのが日課。本人曰く、怒らせるとちょっと怖い。
エイミ
声 - 佐藤利奈
エルジオンのガンマ区画にあるウェポンショップ「イシャ―ル堂」の看板娘。合成人間と戦うため日々鍛錬している。無骨な父親との2人暮らしで家事全般を担当。しかし大雑把な性格が災いして3回に1回はケシズミ料理ができあがってしまう。
リィカ
声 - 釘宮理恵
エルジオンの巨大企業KMS社製の作業用アンドロイド。人間に近い人工知能を有しており、ものを愛でることができる。内部のブラックボックス部の干渉により方向音痴などのエラーの出ることが…。口癖として、語尾に「ノデ」と付ける事が多いのが特徴。
サイラス
声 - 千葉繁
カエルの姿をした謎の侍。姿を隠すようにして沼の中でひっそりと暮らしている。元は人間で、呪いによりカエルの姿にさせられたこと以外の素性、経歴などが不明だが、東方の国出身であるらしい。刀の腕はかなりのもので、ざっくりとした男らしい性格だが、お調子乗りでちょっとおっちょこちょいなところも。推定年齢37歳。
ヘレナ
声 - 田中理恵
合成人間。年齢的には20代なかばという設定で、設計された。合成人間の開発当初、エルジオンの天才科学者クロノス博士によって制作された特殊モデルであり、精神的にも非常に人間に近いレベルに達しているとされる。沈着冷静で、クールな性格。人間との共存の道を捜したいと考えている。
ギルドナ
声 - 置鮎龍太郎
かつて魔獣王として魔獣軍を統率し、ミグランス王国軍に戦いを挑む。結果アルド達に敗れてこの世界より消滅する。だが、フィーネのジオ・プリズマの力により肉体を再構成されて、16年前の若き日の姿、記憶で今一度生を受けることに。自信満々、自己中心的で頑固だが、弱い者に向ける眼差しは優しい。
ストーリーキャラクター
アルテナ
声 - 竹達彩奈
魔獣の娘。かつて魔獣王であったギルドナの妹でもある。幼い頃に月影の森でフィーネと出会い親友になった。やさしい穏やかな性格であり周囲を気遣い思いやれる心の持ち主。オーガ戦役の際には、オーガゼノンによって精霊大剣に姿を変えられたことも……。キノコウメが好物という、案外渋い嗜好を持っている。
ガリアード
声 - 磯部勉
人間に対して反旗を翻した合成人間が組織する反乱軍の元リーダー。「創世のランス」という長大な電子槍を重装甲バイクの上で軽々と振り回す。ヘレナと共にクロノス博士の手で作られた、世界にたった二人のプロトタイプ機で「クロノス・レポート」にも何らかの関係があるらしい。
アシュティア
声 - 山崎和佳奈
かつて若くして天才科学者と謳われたが、引退して世間から姿を消してしまう。提唱した量子幻象論によって導き出されたのが幻の液体金属アシュティオンである。純粋で明朗快活向かうところ敵なしだが、優しく繊細な一面も。アルド達と同じバルオキー在住で、アルドやフィーネには実の姉のように慕われている。協奏『COMPLEX DREAM』では、『クロノ・クロス』の登場人物であるキッドの育ての姉ルッカ・アシュティアと瓜二つの容姿であることが語られている。
メインストーリー第2部
ツキハ
声 - 相沢舞
東方出身、とある亡国の姫君。刀を妖刀に変える呪われた腕を持ち、妖術師ながら刃を操って敵を骸と変える。目的を果たすためならば手段を選ばない合理的かつ冷静な性格。しかし、胸のうちに秘める情念は熱く、一族を滅ぼし呪いの腕を己に与えた仇への復讐心で燃え盛っている。
ツバメ
声 - 斎藤千和
東方の大国出身のくノ一。長い銀髪が特徴。とある事情から一族を離れ、着の身着のまま旅をしている。幼い頃から研鑽を積み、非凡な感性から生み出された術の数々は忍術の体系を揺るがすと囁かれるほど。いつも連れている猫はスズメという名で金目の物を異様に好む性質がある。ツバメによれば「妹」ということだが…。
キキョウ
声 - 潘めぐみ
汚染された地上に奇跡的に残された平穏の地再生集落アンガルで、魔獣族と共にひとりで暮らしている人間の娘。素朴で穏やかな性格ながら毅然として凛とした佇まいは、幼い頃から武闘家の父親に鍛えられた賜物。その父親とも6年前にとある事情により離ればなれに……。今はひとり飄々となんでも屋のような仕事をして糊口をしのいでいる。
わら坊
声 - 加藤英美里
巻きワラの子供。海辺の国ザミ周辺の海岸に打ち上げられる不思議な巻きわらし。これを拾ってきて丹念に思いをこめて育成すると、やがて立派な巻きワラに成長する。彼らが果たして、いずこより来ていずこへ向かおうとしているのかは、誰にも分からない……。ただ汚れを知らぬつぶらな瞳は、青い空と海を映してどこまでもまっすぐだ。
ユキノ
声 - 井口裕香
人の子の姿とゆきだるまの姿を自在に切り替えることができるあやかしの少女。普段はクールに振る舞っているが、心がぽかぽかあたたかくなると……?遠い昔雪の里で女の子にもらった頭のにんじんを宝物のように大事にしており、彼女にもう一度会えはしないかと、毎日その訪いを待ち続けている。
ヒイナ
声 - 日笠陽子
東方の職人に作られし魂を持つ絡繰人形。元は物言わぬただの絡繰だったが、ある事件をきっかけに自我が芽生え、自らを「くぐつ姫」と名乗るように。 その名に違わぬ気高さを備えながら、空腹や痛みを感じないことから無茶な行動を取ることも。戦いとなれば、華奢な体に仕込まれた数多の暗器を自在に操り、敵を退ける。
ねここ
声 - 小倉唯
猫神神社で育てられた妖魔の少女。猫のような見た目に違わず、気まぐれで無邪気な性格。他の巫女たちと神社の絵馬に書かれた願いを叶えながら暮らしている。実は猫神の加護のもとある役目を負った一族の末裔で、生い立ちにはどこか複雑な想いを抱いている。そのためか、時おり寂しがり屋で甘えん坊な面を見せることも。
ガラムバレル
声 - 島﨑信長
タイタン族という戦いの神と称される一族の青年。長命な種族のため、見かけ以上の落ち着きと大抵のことには動じない胆力を併せ持つ。またタイタン族としては矮躯だが決して非力ではなく、むしろ戦闘能力は他のタイタン族を遥かに凌駕する程である。普段は感情をあまり表に出さないが、仲間のことは身を呈してでも守ろうとする熱い一面も。
メインストーリー第3部
ミナルカ
声 - 小松未可子
時間帝国出身の戦闘員の女性。その実力を買われて帝国軍の機伐部隊にスカウトされ、処刑官として蒸気生命の世界に派遣される。他人に対する警戒心が強い上対話よりも戦いを好む性格のため、機伐部隊の中でも危険人物扱いされているらしい。テトラという体が蒸気でできた謎の生物と行動を共にしている。
外伝
ディアドラ
声 - 内田真礼
魔剣士を名乗る謎多き女性。どこか神秘的な黒い影を漂わせている。ミグランス王宮騎士団に所属しているが正式な騎士ではなく傭兵という立場。目覚ましい武勲を上げている反面、手段を選ばないため、黒い噂が絶えない。聖騎士のアナベルとは、犬猿の中でお互い顔を見ただけで頭痛がするという。
アナベル
声 - 沢城みゆき
王国騎士団に所属する凄腕の女性騎士。優れた武勇と固い忠義を併せ持ち、『聖騎士』の称号を国から賜っている。生まれた時から胸に聖痕を宿しており、初代聖騎士アンナの生まれ変わりとも。幼い頃、魔獣に故郷の村を滅ぼされた。唯一の生き残りとして保護された彼女は、魔獣という悪に今日も立ち向かう。
ラディアス
声 - 浅川悠
刃を隠した巨大な剣を背負う女性剣士。傭兵として日々雑多な依頼をこなす。本人は自らをミグランス王国の出身だと称しているが、彼女のことを知る者はなく彼女自身も少々記憶に混乱がある様子。様々なウワサを囁かれているがどれも憶測の域を出ない謎の多い人物である。
ブリアー
声 - 黒川万由美
世界を放浪する女流騎士団「フレアレス」の三番目のメンバー。
フリアレスの主力騎士であり、白銀の槍使いとして地元では勇名を馳せていた。騎士団の戦闘面の要を担い、他のメンバーにも一目置かれた存在。フリアレスという騎士団の名を提案したのも彼女である。
ロキド
声 - 安元洋貴
人間と魔獣のハーフ。人間からも魔獣からも迫害を受け、ずっと孤独に生きてきた。普段は物静かで冷静なタイプだが、魔獣への強い憎しみを秘めており、すべての魔獣を抹殺すべく岩をも砕く豪拳を振るう。
ジェイド
声 - 中井和哉
IDAスクールに突如として出現した氷の異世界で行動を共にすることになった白髪の青年。常に鋭い眼光と険しい表情を崩さない一匹狼だが、根は優しく、熱い性格のよう。ヤミリンゴを食べ、氷の異世界に飲み込まれた少女を助け出したいという強い意志を覗かせる。
サキ
声 - 安済知佳
父による実験の結果、感情が具現化する力を望まずして得てしまった過去を持つ少女。ヤミリンゴ事件を通して力そのものは封じられたものの、感情の暴走によって友人を傷つけそうになった過去の記憶は簡単には消えず、ヤミリンゴ事件の後、自分の中に芽生えた新たな力に対しても、向き合い方がわからないままでいる。
ルイナ
声 - 佐倉綾音
エルジオンのIDAスクールに通う学生。校内でもトップを争うほどの才女だが、性格は生真面目かつ堅物。未来では絶滅したと言われている長命種エルフ族の血を引いており、人より長い寿命を持つ。独りで長く生きてきたため、他者と関わるのを避けがち。そのせいで感情の機微などが乏しい。
イスカ
声 - 石川由依
IDAスクールの自治部隊『IDEA』の会長。蝶のような優雅さと湖面のような冷静さに加え、剃刀のように切れる頭脳を併せ持ち、選りすぐりの少数精鋭部隊であるIDEAにおいても、全幅の信頼を寄せられている。人生を賭けて追っているひとつの謎があるようだが……。
クロード
声 - 諏訪部順一
IDAスクールの最上級生で、IDEAのメンバーでもある。大昔に滅んだ国の王族の末裔であり、祖国の再興を大真面目に掲げている。王たらんとしているため、品行方正で努力を怠らない真面目な生徒。気品ある物腰とルックスもあいまって、王子や貴公子と呼ばれ慕われている。
ヒスメナ
声 - 瀬戸麻沙美
IDAスクールの自治部隊『IDEA』で一番槍を担う凄腕の槍使い。難しいことは考えず本能的に動く傾向があり、至近距離の一騎打ちにおいてはIDEAの会長であるイスカをも凌ぐとウワサされる。エルジオン御三卿の一角ルナブライト家の嫡子で家督を継ぐ立場があるが、彼女はそれを一概には喜んではいないようで……。
マナ
声 - 中原麻衣
電脳世界をバラバラの意識体となってさまよっていた電影の迷い子。30年ほど前に行われたAIによる児童教育の可能性を探る研究プログラム「マザー・プロジェクト」の被験者であり、唯一 AIとの良好な母子関係を築くことに成功した貴重な存在。戸籍年齢を聞かれると少し落ち込む。
シーラ
声 - 甲斐田裕子
古代の砂浜で出会った賑やかな女性。良く言えば天真爛漫だが、実態としてはおてんばで、直情的で、粗野で横暴。いちど思い込んだらなかなか譲らない。好きなものはウミガメ。苦手なことは頭を使うこと。竜宮城に対して何か強い想いを抱いているようだが……。
ナギ
声 - 伊瀬茉莉也
自分のことをイカと称す謎の少女。かつてサバイバル生活をしていた為、危険が迫ると勝手に体が動いてしまう。顔や言葉にはあまり感情を出さないが、嬉しいときはタコ足がピコピコ動く。彼女がどこから来てどこへ行く存在なのか、その真相を知るものは誰もいない……。
チヨ
声 - 小澤亜李
シーラのお付きの侍女として働く少女。かつて自分を救ってくれたシーラに恩義を感じており、自分も彼女のようになりたいと考えている。しかしどんくさいところがあり、ことあるごとにドジを踏んでしまう。水浴びが大好きで、きれいな水辺を見ると本能的に入りたくなる。作中では東北弁の様な口調で話す。
ピチカ
声 - 大原さやか
おっとりとした性格のセイレーン族の女性。同じく半人半漁の身体を持つ魚人族とは違い、上半身が人、下半身が魚のいわゆる人魚。元々寒さには強くない種族だが、「海の炎」と呼ばれる不思議な熱源の力により極寒の海に浮かぶ氷山の上で生活を送っているという。セイレーン族の歌声には海の災いを呼ぶ力があるとされるが、それは不幸な誤解である。
ノポウ族
声 - 大谷育江
ノポウ族の男の子。一説によれば人間の頭髪に該当すると言われる額の葉っぱが他のノポウ族と異なり、真っ白なのが特徴。本来、ノポウ族は人語を解さず、話すこともできないが、彼は人語を扱うことができる。……しかしパニックになるとノポウ族の言葉がつい口から出てしまうらしい。ポポウッ!
ラディカ
声 - 柚木涼香
物静かで冷静なダークエルフの占い師。「アストラルカード」と呼ばれるカードを使った占いが得意。故郷のエルフの里では「過去を思い出すがごとく、未来を語る」とまで讃えられた。普段は穏やかだが、占いのことになると負けず嫌いな一面が顔をのぞかせることも。日常生活でついつい占いに頼りすぎるところがある。
イルルゥ
声 - 上田麗奈
巨大な鎌の遣い手で不思議な雰囲気の少女。天真爛漫で見た目以上に幼い気質を持っている。突飛な行動で周囲の人間をかき回すことも多い。彼女の鎌には特殊な力があるらしく、人間にとってとても大事なモノを刈ることができる。イルルゥいわくこの世ではない場所からやってきたとのこと。
ヴィアッカ
声 - 井上麻里奈
司政官直属、特殊機動部隊の紅一点。合成人間による攻撃からエルジオンを守護することを第一の任としている。重量感のある槌を獲物としており、高い機動力を要求される戦場においても涼しい顔で振り回すことから、周囲の男性部隊員からも一目置かれている。畏怖の念からつけられたあだ名は……。
セティー
声 - 佐藤拓也
エルジオンの司法組織で働くエージェント。確固たる信念を持って悪を憎む正義漢。頭のキレる人物で、得意のデータ解析を駆使して捜査を進める。二体のポッドを同行させており捜査中は常に賑やか。黒いポッドのクロックは情報処理を得意する。白いポッドのレトロには何か特別な役割があるようだ。
レンリ
声 - 山岡ゆり
人の犯した罪が適正に裁かれる世の中を目指して、犯罪と戦い続けるエルジオン司法組織の若き捜査官。エリート集団の中でも傑出した存在だが、自身の正義に実直すぎるところがあり、上層部との折り合いが良いとは言えない。気を抜くと甘い物を食べすぎてしまうため、専用アプリでカロリー制限をしている。
ソフィア
声 - 高橋李依
ある本を求め、エルジオンのオークションに参加しに来た女性。左目に銀の花をたたえているが、感情を表に出すことは少なく、口ぶりも淡々としている。しかし、本のことになると強硬な姿勢を見せる一面も。長らく流浪の身だったらしく、時代を問わず様々な土地の知識があるが、彼女自身がいつどこから来たのかを知る者はいない。
ハーディー
声 - 津田健次郎
エルジオンの暗部を仕切る闇組織に所属する銃使いの男。共に行動している大型のロボットはグレイといい、彼の唯一無二の相棒である。「番犬」の異名を持ち、その名の通り組織と敵対する存在には容赦をしない。賭け事を好み、中でもカードゲームを得意としている。ただイカサマばかりするため、あまり実力は高くないらしい……。
シンシア
声 - 茅原実里
魔法学に精通し、ありとあらゆる書物から知識や物語を得ることを至上の幸福と語る女性。趣味の域を超え、どうやら彼女自身も本には数奇な縁があるらしい。貴族然として物腰柔らかだが、その細腕で大剣を操り魔法由来の技を使いこなす。そんな彼女の「おうち」がどこなのかということを知っている者は少ない。
外典
クラルテ
声 - 甲斐田ゆき
記憶を失い倒れているところをアルド達に助けられた謎多き人物。記憶を失う前はメリナやノアとの面識を匂わせる発言も散見されたが、今となってはその真意を知ることは難しい。西方の教会本部にて救いを求める謎の声を聞いたことだけは薄っすらと記憶しており、それを頼りに西の地を目指すこととなる。
メリナ
声 - 村川梨衣
遥か西の大陸から、とある教団の名を広めるために派遣された少女。膨大な魔力を身に秘め、若くして教団内をのしあがった高位の神官である。その幼さとは裏腹に成熟した精神の持ち主。一緒にいる青い動物はノアという名前で、メリナが唯一心を許せる相手である。
チルリル
声 - 水瀬いのり
自らを「剣持つ救世主」の生まれ変わりと主張する少女。剣持つ救世主は西方教会で神と崇められる存在で、本来自称するなど異端認定してくださいと言っているようなものだが、あまりにも荒唐無稽な主張のため異端審問官からも相手にされていない。実力は確かだがもうひとりの神童(メリナ)に圧され永遠の2番手を宿命づけられた悲運の人。一緒にいる白い動物はモケという名前で、チルリルいわく勝手についてくるようになったとのこと。語尾に「なのだわ」をつけた特徴的な話し方をする。公式のキャラクター人気投票で2021年に1位を獲得した。
プライ
声 - 安齋龍太
博愛を是とする神官団の一員。大柄な体躯と膂力を持つ苛烈な戦いぶりは、「サラマンダーのように熱い男」と仇名されるほど。だが、その信仰と情熱のままに行動するため基本空気が読めない。
ロゼッタ
声 - 沼倉愛美
はるか西の大陸にある教団で異端審問官として働いている、霊妙な雰囲気の女性。「裏のない人間などこの世に存在しない」という言葉をモットーにしている。彼女に審問室へと呼び出されて異端の判決を免れた者はいないとまで囁かれており、みな彼女の脇を通る際は粛然と襟を正すのだという……。
ミストレア
声 - 能登麻美子
背中に鳥のような翼を持つ神秘的な少女。自らのことを「翼人」と称する。故郷の村にいた頃はその一帯にかけられた強力な呪いによって飛行する力が著しく制限されたらしく、自由に飛び回れることに感動してやまない。西の教団に伝わる「十二の翼持つ者たち」と何らかの関係がありそうだが……。
ミルシャ
声 - 田所あずさ
アトランティカから来たという魚人の少女。ただし魚人と呼ばれることを酷く嫌っており、自らのことを人魚と呼称する。スリミーというイルカマスの幼生と仲がよく、非常に砕けた喋り方は彼から移ったもの。数年前から行方不明になっている弟を探して危険な海域にも躊躇なく飛び込んでいく。
キュリオ
声 - 保志総一朗
異時層のIDAスクールにて自治部隊IDEAの白制服に袖を通した男子生徒。蝶のような優雅さと湖面のような冷静さに加え、剃刀のように切れる頭脳を併せ持つある人物に憧れ、自分もそうあらんと誓う。ハイスクールでは年少ながら優れた手腕を認められ、実質のまとめ役を担う一方で、好奇心の赴くままに動いてしまう一面も。
シュゼット
声 - 上坂すみれ
エルジオンで暮らす、思春期真っ盛りのゴスロリ少女。魔界に堕した精霊の生まれ変わりと言う設定を公言してはばからない。口が悪く態度は高飛車だが、意外と面倒見が良い。甘いものに目が無く、有名な菓子店によく出没する。
デューイ
声- 代永翼
ナノマシンの力により、体内の水分子を蒸気として操ることのできる少年。蒸気を高圧縮して指先から射出するなど戦闘においても役に立つ能力だが、その反面感情が臨界点を突破した際など意図せずに蒸気がほとばしってしまうこともあり、完全には制御できていない模様。どこか人の儚さに対して達観したところがある。
プレメア
声 - 田村ゆかり
ある事故で重症を負い、身体の大半を機械化された少女。脳にも深刻なダメージを負ったようで、その際に埋め込まれた「補助脳」が現在のプレメアの人格を作り出しているのだと彼女自身は語る。本来の人格が目覚めるとき現在の人格は消えてしまうというが……。
外史
ノーナ
声 - 米澤円
時の理を狂わせる大渦の中をひとり彷徨っていた少女。それまでの記憶を失っており、なぜ大渦にいたのかさえ覚えていないが、かつては誰かに会いたい一心で歩き続けていた様子。明るく感情豊かで思ったことをすぐ口に出してしまうタイプ。旅の中での出逢いや冒険の全てを愛おしんでおり、その一つ一つを大切に心に刻もうとする。
オルレイア
声 - 和氣あず未
生まれ育った山を離れ戦士として砦に降り立った少女。偉大な英雄である祖父より幼少の頃から厳しく育てられ、その実力は折り紙つきだが、極度の怖がりであるためいざ戦いとなると弱腰になってしまう。見慣れない物や他人に対する警戒心も強く、驚くと山を駆けまわって得た強靭な脚力で瞬く間に逃げ去っていくらしい。
ノクシス
声 - 古川慎
迷宮都市「アララト」で暮らす謎の少年。人当たりが良く住民たちにも慕われている。迷宮探索について豊富な知識を持っており、どこか知的な雰囲気を感じさせる。気さくで面倒見も良いが、時折アルドの事を探っているような素振りを見せる。さらに決して自分の来歴を明かそうともせずその心の内は誰にも読みとることができない。
アルマ
声 - 黒沢ともよ
錬金術師の少女。彼女の持つ銃のような武器は錬金術を発動するための道具である。若くして「白銀級」の階級にまで上り詰めている、錬金術ギルドでも指折りの実力者。言動には一見棘があるが決して人を遠ざけたいわけではない。自らに錬金術を教え育ててくれた最高位の錬金術師パルケリウスを慕い尊敬している。
レレ
声 - 水野なみ
いつも走り回っている元気印の魔法使い。大賢者と呼ばれた魔法使いの孫だが、見るだけで祖父の魔法のほとんどを覚えてしまった天才児。ただあまりにも世間知らずで力の使い方を知らないため、祖父から見聞の旅を命ぜられている。
"花咲の姫君" ツキハ
声 - 本渡楓
東方のとある国の姫君。自分の国と民を強く愛している。育ちは良いがまだ幼く活発で、周囲を驚かせるような突飛な言動をすることがある。頭部のツノが小さいのも未熟ゆえだが、彼女が喜んだり興奮すると大きくなることもあるようだ。長く城に閉じ込められているが、狭い部屋の中である「野望」を抱いているようで…？
マリエル
声 - 早見沙織
王都ユニガンの神殿に仕える神官見習いの少女。幼い頃より厳しい修行を続けてきたため、見習いながらひと通りの回復魔法を使いこなす。猫が大好きで、見かけるとついナデナデしてしまう。
ヤクモ
声 - 石川界人
KMS社のとある部署に所属する会社員で、ダストシティの仮設オフィスに勤務している。仕事が深夜に及ぶことが多く人付き合いも苦手であるため、基本的には家に帰って寝るだけの生活を送っている。部署の業績をあげるため身を粉にする一方で、自身の置かれている環境や周囲の人間に対し鬱屈とした思いを抱いているようで……。
セスタ
声 - ファイルーズあい
突如としてアララトに現れた身元不明の女性。通常の生物とは異なる物体で肉体が構成されており、巨大な狼に変身する事もできる。常にとある怒りに燃えており周囲を威圧することもあるが、打ち解ければ情に厚い部分もある。会話には知性の高さがうかがえるが、時折思わぬところで常識知らずな一部を見せる事もあるようだ。
断章
ミーユ
声 - 佐倉薫
大陸を治める、七代目ミグランス王のひとり娘。可愛らしい外見とは裏腹に、父王の才覚をしっかり受け継いでいる。特に剣の才能は王宮警護隊の騎士たちと比べても遜色ない。幼少の頃から城内で過ごしてきたため、世俗の常識に欠けている。
フェルミナ
声 - M・A・O
幼少時、とあるギルドに拾われ影の戦闘術を教え込まれた女性。その生活に嫌気が差して逃げ出した後、ひょんなことからミグランス王国の情報屋になる。その後、腕を買われとある特殊任務に就いたのち、見聞を広める為に世界中を旅していた。旅を終えてこの地に戻ってきたのは、ある目的のためらしいが……。
ベルトラン
声 - 小山力也
かつて騎士として数々の戦乱で活躍し、ミグランスの盾と讃えられた凄腕の兵。防刃の繊維を加工し、金属をあしらった剛性のマントをその身に纏っている。激しい戦闘の中で片目を失い、退役を考えたが王に引き止められ、とある特殊任務に就くこととなった。現在はその特殊任務からも退き、どこか枯れたように傭兵として日銭を稼ぐ。
シエル
声 - 日岡なつみ
浮遊街ニルヴァの楽団に所属するソプラノの歌い手。ハープの名手でもあり、奏でられる音楽とその歌声には、魅了の魔法がかかっていると称えられるほど。上に五人の姉がいる末っ子のせいか、甘えん坊なところがある。
シャノン
声 - 折笠富美子
KMSグループのマーケティング会社に勤める、才色兼備の実力派社員。社の広告塔として精力的に働いているが、普段の仕事ぶりからは想像もできない自由な言動で周囲を振り回すことがある。大家族の長女であり、下の子たちの中でも末っ子を溺愛している。
群像
メイ
声 - 今村彩夏
バルオキーの鍛冶屋のひとり娘。明るく活発な性格の女の子で、みんなに笑顔を振りまく元気っ子。鍛冶屋の娘らしく究極の武具を作るのが夢で、ハンマーを手に家を抜け出しては素材集めの冒険を繰り広げている。
ノマル
声 - 安齋龍太
自然豊かなバルオキーで育った気弱で心優しい少年。戦闘のセンスはないが、代々採掘を生業とする家に生まれ、鉱物や武器などの目利きが得意。彼が入った後の警備隊は装備の質が向上したと言われている。アルドとは幼少からの知り合いで、アルドのことを先輩と慕っている。
ダルニス
声 - 子安武人
アルドと同じ警備隊に所属するアーチャー。代々猟師の家系に生まれ、弓の扱いや森林を利用した戦いを得意とする。面倒見のいい性格だが、無益な殺生や過ぎた狩猟に対して強い嫌悪を見せることも。
ヒナギク
声 - 白石涼子
煉獄の鎌の遣い手たちを束ねる女傑。来る日も来る日も蓮華堂の執務室にこもり、念願の寝所へは末長く帰れそうにない。鎌の遣い手たちを「花」と呼び、部下として一手に面倒を見ている。煉獄の鎌の仕組みを生み出し、遣い手である彼らの輪廻と紐づかせたのは、何を隠そう花の名を抱く彼女であると言われている。
デュナリス
声 - 河西健吾
同族の魂を弔うことを生業とする魔獣の青年。ブランという名の猛禽の魔物と意思の疎通が可能らしく、相棒と呼び行動を共にしている。魔獣のご多分に洩れず戦闘に対しても決して消極的ではないが、なぜか戦闘形態になることだけは頑なに拒む。
ゼヴィーロ
声 - 浪川大輔
身の丈ほどの大鎌を操る冷ややかな雰囲気を纏った魔獣の青年。ある使命のために世界各地を旅している。効率主義で、目的のためならば手段を選ばない冷静沈着な性格の持ち主。彼の持つ鎌には同族である魔獣にとってとても大事なモノを刈り取る特別な力があるという……。
エルシール
声 - 東山奈央
大陸各地へ郵便を運ぶミグランス郵便社の明るく朗らかな配達員。だが、それは表の顔でもうひとつある隠された仕事があるらしい。歴史ある武具を「アンティーク武具」と呼び、心から愛している。その愛ゆえに突飛な行動に出ては周囲を驚かせることもしばしば。彼女の目には武具に込められた想いや歴史がこの上なく尊いものとして映っているようだ。
ベネディト
声 - 石井真
しがない木こりを自称する青年。携えた斧はどう見てもバトルアクスだが、本人は木こりの仕事で使うと主張する。鍛えられた肉体と鋭い眼光からただ者ではないことは疑いようもない。普通の暮らしを営むことに普通ではないこだわりを持っている。
邂逅
アザミ
声 - 川澄綾子
東方にある国からやってきた女サムライ。将来、主君の姫の警護役を務めるため、武者修行をしに海を渡った。普段はサムライ然とした言動を取るが、その内面は年相応の女の子。気を抜くとうっかり素が出ることも。
ガリユ
声 - 細谷佳正
業火を自在に操り、敵を一瞬で骨まで焼き尽くす火炎魔法の使い手。己の炎に絶対的な自信を持ち、自身が最強であることを証明するため、戦場を渡り強者と戦い続けている。傲岸不遜かつ苛烈な性格をしていて、相対する敵に対しては一切の慈悲もかけず、容赦なく殲滅する。
シェリーヌ
声 - 久川綾
IDAスクールの新任教師。担当教科は「戦術理論」で、この分野の研究では高い評価を受けている。本来、実戦はまるでダメなタイプだったが、ここ最近ムチを振るって高い戦闘能力を発揮している。その豹変ぶりに一部の生徒から恐れられているようだが……。

## システム

### バトル
基本
ターン制のコマンドバトルである。勝利条件は全てのエネミーを倒すこと、敗北条件はフロントメンバーが全員倒されること、となっている。
状態効果
状態効果は「攻撃力アップ/ ダウン」などのバフ・デバフ効果や、「毒」などの状態異常など、様々な効果がある。
武器・装備
「Menu」から「パーティー」→「ステータス」→「武器変更」or「装備変更」の順に選ぶと、装備変更画面で任意の装備をキャラクターに装着することができる。装備を身につけることでステータスを強化したり、アビリティ効果を得ることができる。装備レベルを満たさない装備は装着できない。
ZONE（ゾーン）
ZONEが発動している間、バトルのルールが変わる。特定の属性が強化・弱体されるなど、ZONEごとにさまざまな効果がある。ZONEは通常ターン経過で解除されない。ただし、ZONEは後から使用されたZONEで上書きすることができる。2種類以上のZONEが同時に展開することはなく、必ず1種類のみである。
ANOTHER ZONE（アナザーゾーン）
攻撃種別/属性ZONEを展開中、「ZONE覚醒」効果を持つスキルを使用するとANOTHER ZONEを使用できる。ANOTHER ZONE展開中はZONEの攻撃種別・属性のダメージ増加効果をさらに強化する。なお、ターン経過により、発動時に展開していたZONEと共に解除されるが、展開中は他のANOTHER ZONEやZONEに上書きされない特性を持っている。
アナザーセンス
ANOTHER ZONEが発動している間、自身や味方の強化、敵の弱体化など、キャラごとに異なる様々な効果が発揮される。
応援効果
応援効果が発動している間、効果を発動させたキャラクターが特定の状態になる代わりに、味方にはさまざまな強化効果が付与される。応援効果はターン経過で解除される。また、使用者が気絶・睡眠・混乱などの行動を阻害される状態異常にかかった場合や、後衛に移動した場合にも解除される。後から同じ種類の応援効果を使用した場合、先に発動していた同種の応援効果は上書きされる。
アナザーフォースと必殺技
敵を攻撃するとアナザーフォースゲージが溜まり、ゲージが半分以上になるとボタンが押せるようになり、「アナザーフォース(AF)」を発動できる。アナザーフォースは敵の時間を少しの間止めることができる。この間はスキルをMPを消費せずに使用できる。アナザーフォースゲージをゲージいっぱいまで溜めて発動させた場合、フロントメンバーの組み合わせによって必殺技を使うことがある。
ルナティック
雷、陰、晶の三属性のキャラクターは、通常攻撃の代わりに「ルナティック」が設定されている。「ルナティック」を選択することで、戦闘中に1回だけルナティック状態になることができる。ルナティック状態になったキャラクターは強力な特殊効果を得ることができる。ルナティック状態は3ターン経過するか、倒されることで解除される。
FEAR
フィールドにいる大型の敵を「FEAR」と呼ぶ。FEARはフィールド上で徘徊しており、FEARに触れるとバトルが開始する。FEARは非常に強力な敵で、倒すことができるとレアな素材や勲章を獲得できる。FEARの危険度は、ミニマップのアイコンの色で確認できる。

### キャラクター育成
アビリティボード
「Menu」から「ボード」→メンバーの順に選ぶとアビリティボード画面で、そのキャラクターの持つアビリティを確認できる。アビリティは、APを消費することで解放でき、ステータスを強化したり、特定の属性への耐性を強化したり、新たなスキルを覚えたりできる。
クラスチェンジ
各キャラクターには、クラス(職業)が割り振られている。クラスによって装備できる武器・防具、覚えられるスキルが異なる。「記憶の書」という特殊なアイテムを使って、上位のクラスにクラスチェンジできる。
アナザースタイル
特定のキャラクターには、スタイルが変更されるクラスがある。独自のアビリティボードを持っている為、スキルや能力が異なる。出逢いまたはクラスチェンジでアナザースタイルを取得することで、切り替えることが可能である。キャラクター詳細にある「スタイル」を選択すると、各スタイルを切り替えることができる。
エクストラスタイル
装備可能な武器や防具の変化する、特殊なスタイル。このスタイルではボードやスキルだけでなく、必殺技も変化する。出逢いまたはクラスチェンジでエクストラスタイルを取得することで、切り替えることが可能。また、このスタイルでは「EX必殺技」を発動することが可能。
グラスタボード
「Menu」から「グラスタ」→メンバーの順に選ぶとグラスタボード画面で、任意のグラスタをキャラクターごとに装着することができる。グラスタを装着することでステータスを強化したり、アビリティ効果を得ることができる。非活性化状態のグラスタは装着できない。グラスタの欠片を集めて猫神の祠で結合し、活性化状態または覚醒状態にすることで装着できるようになる。
グラスタ錬成
「猫正の家」にてグラスタ錬成を行うと、グラスタが持つアビリティ効果を強化したり、他の新たな効果を追加で付与できる。アビリティ効果を強化するには潜在鉱石が、新たな効果の付与には特殊鉱石が素材として必要である。
異時層の仲間
アルドの住む時層とは異なる可能性の世界「異時層」。そこで別々の歴史を辿り、異なる経験をした、アルドの世界の仲間たちの「異時層での姿」のキャラクターである。そのため、同一名のキャラクターであっても、別のキャラクターとしてパーティーへ編成出来る。

### バディ
「バディ」は、キャラクターの友達や相棒、旅路の知り合い等、さまざまな縁で出逢える仲間である。パーティーに編成することでバトルで活躍してくれる。バディはパーティー編成画面の上部、「バディ」ボタンから編成画面へ移動できる。バディはバトル開始時にフロントにいる「メインバディ」とサブとして入る「サブバディ」を編成可能である。

### その他
難易度設定
特定の箇所でのみバトルの難易度設定が可能である。難易度設定は協奏『COMPLEX DREAM』で実装後、外史『彷徨える少女と久遠の渦』でも採用され、ユーザーからの評判が高かったためメインストーリー第3部『時間帝国の逆襲』や協奏『救世の神子と黎明の大樹』でも実装されることとなった。難易度を上げると、敵の強さ及び、バトル時に得られる経験値と一部の獲得アイテム量が上昇する。
環境
一部のフィールドでは特殊な「環境」が発生することがある。「環境」はフィールド上だけでなくバトル中にも様々な効果を発生させる。発生中の「環境」は、フィールド進入時やミニマップで地名表示と共に表示され、確認が可能である。「環境」は時間で変化し、フィールドの切り替えやゲーム起動時に更新される。
オーラ
「オーラ」は、特定の発動条件をバトル中に満たすことで発動する能力である。一部のエネミーやバディがこの能力を持っており発動条件や効果はエネミーやバディが所持しているオーラの種類によって異なる。
フェイズシフト
「環境」が発生しているフィールドにおいて「フェイズシフト」への入口が出現することがある。「フェイズシフト」空間は、特殊なバトルエリアとなっておりさらに苛烈な「環境」が発生している。ここでは、バトル時の特定アイテムの獲得量などが増加するが内部でのバトルの合計ターン経過数により、強制退出となる。
シンボルエネミー
メインストーリー第3部「時間帝国の逆襲」ではFEAR以外のエネミー（敵）もフィールド上に表示されて徘徊しており、接触することでバトルが開始する。緑色のアイコンの敵は近づいても襲ってこない非アクティブタイプ、赤色のアイコンの敵は襲ってくるアクティブタイプである。
乗り物移動
世界を乗り物で移動する専用のフィールドで、通常の移動と異なり、多方向へ自由に移動可能である。乗降可能な場所は、専用のアイコン表示が行われる。

## 用語

### 種族
魔獣
エレメンタルの力を宿した種族。メインストーリー第1部では魔獣の王によってアルドの妹フィーネが攫われ、物語が動き出す。
合成人間
未来世界における人工生命体。合成人間ガリアードはとある理由から人間を敵視するようになり、武力による反乱に踏み切ることとなった。未来世界では彼を筆頭とした叛逆組織による反乱活動が問題視されている。
オーガ
三千年以上前に人類によって滅ぼされた種族。かつて巨人オーガ族と人間との間で大きな戦争が勃発し、オーガ側は敗北した。彼らとこの抗争についてはメインストーリー第1.5部にて深堀りされる。
タイタン
古代以前から栄えている長命の種族。人間と比べて巨躯の持ち主なのが特徴。地母神の子として冥王神と戦い、星に光をもたらすことを役割づけられた種族でもある。はるか昔、冥王神との戦いの際にある呪いを受け、その呪いに他種族を巻き込まないために森の奥の断絶された地で生活している。

### 施設・組織
※ 下記の記述は『アナザーエデン 時空を超える猫 ワールドアルティマニア』より参照。
IDAスクール
未来世界のエルジオンのうち1プレートを占める学府都市。未来世界の子供はここで各分野の先端教育を受けることとなる。校舎はロウ(Low)/ ミドル(Middle)/ ハイ(High)の3グレードに分かれており、生徒は各4年ずつの計12年間を就学期間として過ごす。なお、アナザーエデンの世界ではスクールを卒業したら就職するのが通例であり、我々の世界で言うところの総合大学が多くない。大学はエルジオン医大などの単科大学がほとんどを占めており、よほど専門的な知識を身につけようとしない限りハイスクール生は進学の選択肢を取らず、インターン等の就職活動を行うこととなる。
IDAシティ
IDAスクールの敷地内に存在する都市である。商業施設や娯楽施設などが充実しており、学生寮も敷設されている。IDAスクールに在籍する生徒はこのシティによりスクール外にでることなく生活を送ることが可能となっている。つまり、IDA全体が巨大な一つの生活圏として機能している。
IDEA
正式名称は"IDA Defense Executive Association"。日本語ではIDA防衛執行委員会。IDAスクールの自治組織であり、学内で起きる様々な問題や事件を解決する。IDEAに所属する生徒は専用の白制服を着用することが許可されている。現在のIDEA会長はイスカである。なお、IDEAと生徒会は別物であり、生徒会長は別に存在することがとあるキャラクタークエストで語られている。イスカは生徒会長のことを「彼女」と呼んでいたことから女性であることは判明しているものの、詳しいことは未だ明かされていない。
KMS社
未来世界における最大手の総合商社である。ゼノ・プリズマ等の基幹技術をはじめ、アンドロイドや合成人間を含む先端工学が概ねKMS社の特許であるなど、未来世界では絶大な影響力を有している。その裏で黒い噂も絶えない。
ロストラボ
正式名称は霊長機関。かつてKMS社の傘下に存在し、「人体の限界の模索」を掲げていた七つの研究機関。秘密裏に子供を対象とした非人道的な実験を行っていた。
EGPD
エルジオンの犯罪を取り締まる警察機構である。ただしIDAとエルジオンは互いに不可侵を保ってきた歴史があり、EGPDといえど簡単に立ち入ることはできない。すなわちIDAは治外法権のような特性を持っている。IDA内部での事件はIDEAの管轄となる。
COA
エルジオン司政官直属でEGPDとは別系統の捜査機関。EGPDが警察だとすれば、COAはFBIのような立ち位置である。

### その他
プリズマ
現代の時代において生活源とも呼べるべき代物である。自然エネルギーが地中でゆっくりと結晶化し、人々はこれをエネルギー源として豊かな暮らしをしている。地水火風の4種類がある。
ゼノ・プリズマ
未来の時代でプリズマの代わりとして用いられている。プリズマには埋蔵量に限界があり、いずれ枯渇してしまう問題があったため、新たなるエネルギー源として人工的に開発された。
エレメンタル
地水火風の4元素。四大精霊の影響を強く受けていた古代世界ではエレメンタルが豊富であったが、時代が進むにつれてエレメンタルの密度は低下してしまった。エレメンタルのエネルギーを受けて進化した生命体が魔獣であり、魔獣族はその身にエレメンタルを宿している。

## 関連商品

### 書籍
- 攻略本『アナザーエデン 時空を超える猫 ワールドアルティマニア』

編集・執筆：スタジオベントスタッフ／デジタルハーツ、企画・制作：スクウェア・エニックス / 発売日：2018年7月31日 / ムック：399ページ / ISBN 4757558007
- 画集『THE ART OF ANOTHER EDEN』

出版社：スクウェア・エニックス / 発売日：2019年6月27日 / ムック：207ページ / ISBN 4757561520

### 音楽CD
サウンドトラック
| 発売日         | タイトル                                           | レーベル                   | 備考 |
| -------------- | -------------------------------------------------- | -------------------------- | --- |
| 2017年9月27日  | アナザーエデン オリジナル・サウンドトラック        | SLEIGH BELLS               | オープニングからエンディングまでのVer1.0準拠、全60曲、CD2枚組。 |
| 2018年9月5日   | アナザーエデン オリジナルサウンドトラック2         | SLEIGH BELLS               | 追加メインシナリオであるオーガ戦役編全曲と、外伝・断章の新規楽曲31曲を収録、CD2枚組。 |
| 2019年12月25日 | ANOTHER EDEN ORIGINAL SOUNDTRACK3 COMPLETE EDITION | ビクターエンタテインメント | 第2部 東方異象編「時の女神の帰還」の舞台設定に合わせて、和楽器などの民族楽器と、オーケストラやロックを融合させたバトル曲やフィールド曲などを収録。デジタル配信しているORIGINAL SOUNDTRACK3の26曲に、新たに新曲23曲と8bitアレンジ曲9曲が追加された全58曲のCOMPLETE EDITION、CD3枚組。 |
| 2021年6月23日  | ANOTHER EDEN ORIGINAL SOUNDTRACK4                  | ビクターエンタテインメント | 第2部 東方異象編「時の女神の帰還」後編「転」と「結」や、外典「剣の唄と失楽の翼」、外伝「はじまりの騎士と祈りの魔剣」の楽曲など、サウンドトラック3から新たに追加された68曲に加え、『テイルズ オブ』シリーズとのコラボ楽曲5曲を収めた、CD4枚組の全73曲。                               |